# Perlit (skała)

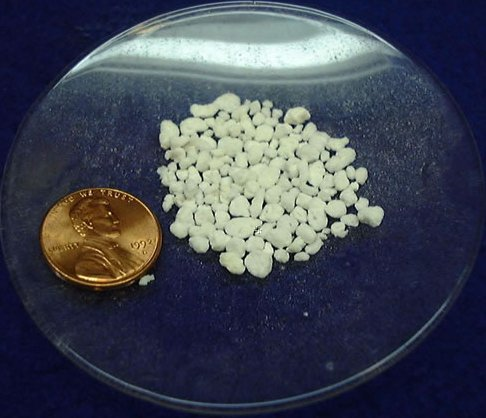
Próbka perlitu

Perlit, szkło wulkaniczne – naturalnie występująca skała pochodzenia wulkanicznego. Zawiera około kilku procent wody.
Skała jest wydobywana głównie w rejonie Morza Śródziemnego. Z czego około 70% rezerw światowych znajduje się na terenie Turcji.

## Perlit ekspandowany
Perlit jest wydobywany i znajduje zastosowanie w budownictwie, uprawie roślin. Po wydobyciu skałę poddaje się działaniu wysokiej temperatury (850-1000 °C). W takich warunkach skała mięknie, a uchodząca z niej woda powoduje rozszerzenie materiału. W efekcie gęstość skały maleje z 1000-1200 kg/m3 do 30-150 kg/m3. Spieczony materiał jest sztywny i porowaty oraz ma niski współczynnik przewodzenia ciepła, w zakresie 0,045-0,065 W m-1 K-1. Dzięki temu może być stosowany jako termoizolacja. Ekspandowany perlit może być składnikiem tynków, zapraw, betonów i wylewek, zmniejszając ich przewodność cieplną oraz ciężar właściwy. Jest również stosowany jako materiał izolacyjny przy produkcji zbiorników skroplonego gazu ziemnego.
Ekspandowany perlit jest też szeroko wykorzystywany jako podłoże jednorodne do uprawy roślin oraz jako komponent takich podłoży w połączeniu z torfem. Dzięki dużej porowatości zapewnia odpowiednią ilość powietrza w strefie korzeniowej. Podłoża z perlitem są inertne chemicznie i biologicznie. Znajdują zastosowanie w ukorzenianiu roślin, uprawach hydroponicznych.
Materiał znajduje też zastosowanie do tworzenia przegród ochronnych w miejscach zagrożonych wybuchem.

## Skład chemiczny
Przybliżony skład chemiczny perlitu (w przeliczeniu na tlenki):
- 72% SiO2
- 14% Al2O3
- 4% K2O
- 3% Na2O
- 1% Fe2O3
- 1% CaO
- 0,5% MgO
- niewielkie ilości innych składników.